# Jean Petit (Jurist)
Jean Petit (* um 1364; † 15. Juli 1411 in Hesdin) war ein französischer Jurist und Theologe.
Er stammte aus dem Pays de Caux, wurde 1385 Maître des Arts und studierte anschließend Jura in Paris und Orléans, danach Theologie. Dieses Studium schloss er 1402 mit dem Magistertitel ab.
Jean Petit war eine der wichtigsten Stimmen an der Sorbonne, als es um die Folgen des Abendländischen Schimas ging; er nahm an den erfolglosen Verhandlungen mit Benedikt XIII. teil, und tat sich in der Klerikerversammlung des Jahres 1406 durch eine vehemente Stellungnahme gegen die Politik der Pfründenwirtschaft und das päpstliche Steuerwesen hervor.
Als Angehöriger des Hofstaats Johanns Ohnefurcht, Herzog von Burgund, bekam er den Auftrag, 1408 dessen Mordauftrag an Herzog Ludwig von Orléans vor Gericht zu verteidigen. Dieses Plädoyer wurde als Apologie du Tyrannicide (Apologie des Tyrannenmords) bekannt und brachte ihm das Amt eines Maître des requêtes ein, aber auch die Gegnerschaft gemäßigter Kreise und der Anhänger Orléans, der späteren Armagnacs. Er wurde vor allem von Jean Gerson bekämpft, der seine Thesen zur Legitimität des Tyrannenmords 1414, also nach Jean Petits Tod, auf dem Konzil von Konstanz verurteilen ließ.
Neben seinen juristischen und theologischen Arbeiten trat Jean Petit als Autor von Gedichten und Erzählungen hervor.